# Lahoïsk
Lahoïsk (en biélorusse : Лагойск ; en alphabet lacinka : Lahojsk) ou Logoïsk (en russe : Логойск ; en polonais : Łohojsk) est une ville de la voblast de Minsk, en Biélorussie, et le centre administratif du raïon de Lahoïsk. Sa population s'élevait à 12 950 habitants en 2017.

## Géographie
Lahoïsk est située à 38 km au nord-est de Minsk.

## Histoire
Mentionné pour la première fois en 1078 dans une chronique, Lahoïsk était le centre de la principauté de Lahoïsk au XIIe siècle, plus tard incorporée dans la principauté de Polotsk. Elle faisait partie du grand-duché de Lituanie au siècle suivant. En 1505, au cours des guerres menées contre le khanat de Crimée, la ville fut pillée et incendiée par les Tatars. Elle fut prise par les troupes suédoises pendant la Grande Guerre du Nord (1700-1721).
À la suite de la deuxième partition de la Pologne, en 1793, elle passa sous la souveraineté de l'Empire russe. Le palais Tyszkiewicz y fut construit en 1814-1819 — il fut détruit pendant la Seconde Guerre mondiale. Une usine textile de tissage de lin et de coton y fut en activité au milieu du XIXe siècle. En 1897, Lahoïsk comptait 1 180 habitants, dont 685 Juifs.
Elle entra dans la république socialiste soviétique de Biélorussie en 1919 et devint un centre administratif de raïon le 17 juillet 1924. Lahoïsk accéda au statut de commune urbaine le 27 septembre 1938.
Pendant la Seconde Guerre mondiale, elle fut occupée par l'Allemagne nazie du 2 juillet 1941 au 2 juillet 1944. La communauté juive est présente à Lahoïsk, depuis le XVIIIe siècle. En janvier 1939, elle compte 864 personnes représentants 25 % de la population. À la suite de l'occupation allemande de la ville, seuls quelques Juifs parviennent à fuir. Les autres sont abattus en deux opérations meurtrières à la fin août puis au début septembre 1941
Lahoïsk accéda au statut de ville en 1998.

## Population
Recensements (*) ou estimations de la population :
| 1897* | 1959* | 1970* | 1979* | 1989* | 1999* | 2009*  |
| ----- | ----- | ----- | ----- | ----- | ----- | ------ |
| 1 523 | 5 545 | 4 226 | 5 320 | 7 992 | 9 500 | 10 706 |

| 2011   | 2012   | 2013   | 2014   | 2015   | 2016   | 2017   |
| ------ | ------ | ------ | ------ | ------ | ------ | ------ |
| 11 275 | 11 549 | 11 825 | 12 129 | 12 376 | 12 739 | 12 950 |